# Tartessops roseus
Tartessops roseus är en insektsart som beskrevs av Evans 1981. Tartessops roseus ingår i släktet Tartessops och familjen dvärgstritar. Inga underarter finns listade i Catalogue of Life.